# Ibaraki
Ibaraki (japanisch 茨木市, -shi) ist eine Stadt in der Präfektur Osaka in Japan.

## Geographie
Ibaraki liegt nördlich von Osaka und südwestlich von Kyōto.

## Geschichte
Ibaraki war im späten 16. Jahrhundert bis zum Beginn des 17. eine Burgstadt. In den 1940er Jahren nahm ihre Bevölkerung stark zu. Die Stadt wurde am 1. Januar 1948 zur Shi ernannt.

## Wirtschaft
Die Hauptprodukte sind elektrische Ausrüstung, Metalle und Produktion von Lebensmitteln.

## Sehenswürdigkeiten

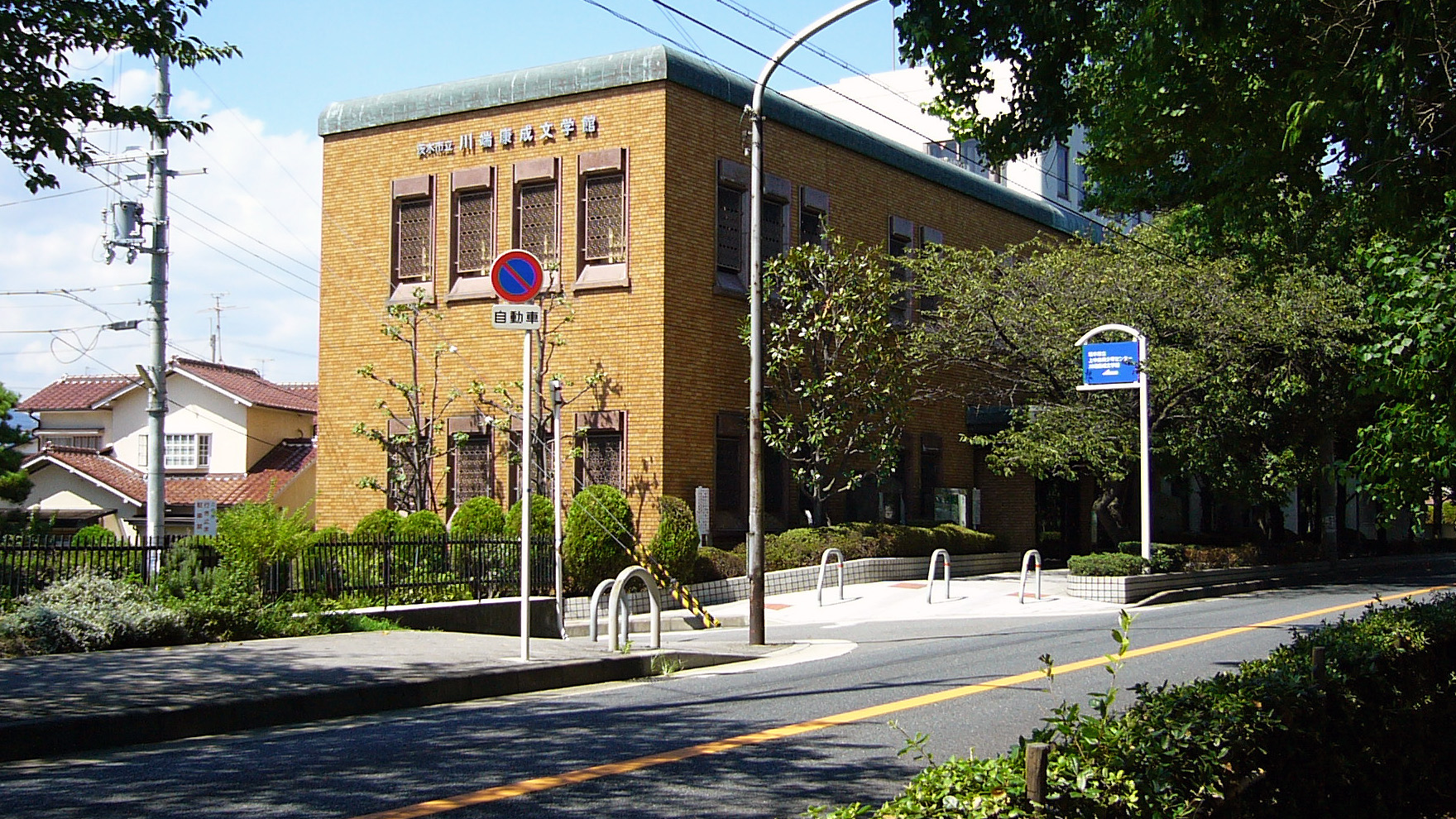
Kawabata-Yasunari-Museum

- Church of the Light / Ibaraki Kasugaoka Kyōkai
- Kawabata-Yasunari-Museum
- Der Sōji-ji ist der 22. Tempel des Saigoku-Pilgerweges

## Verkehr
- Zug
  - JR Tōkaidō-Hauptlinie
  - Hankyū-Kyōto-Linie

- Straße:
  - Meishin-Autobahn
  - Nationalstraße 171

## Städtepartnerschaften
- Minneapolis, USA, seit 1980
- Anqing, VR China, seit 1985

## Söhne und Töchter der Stadt
- Takuto Hayashi (* 1982), Fußballspieler
- Takaharu Nishino (* 1993), Fußballspieler
- Matsushita Shin’ichi (1922–1990), Komponist
- Yūto Uchida (* 1995), Fußballspieler

## Angrenzende Städte und Gemeinden

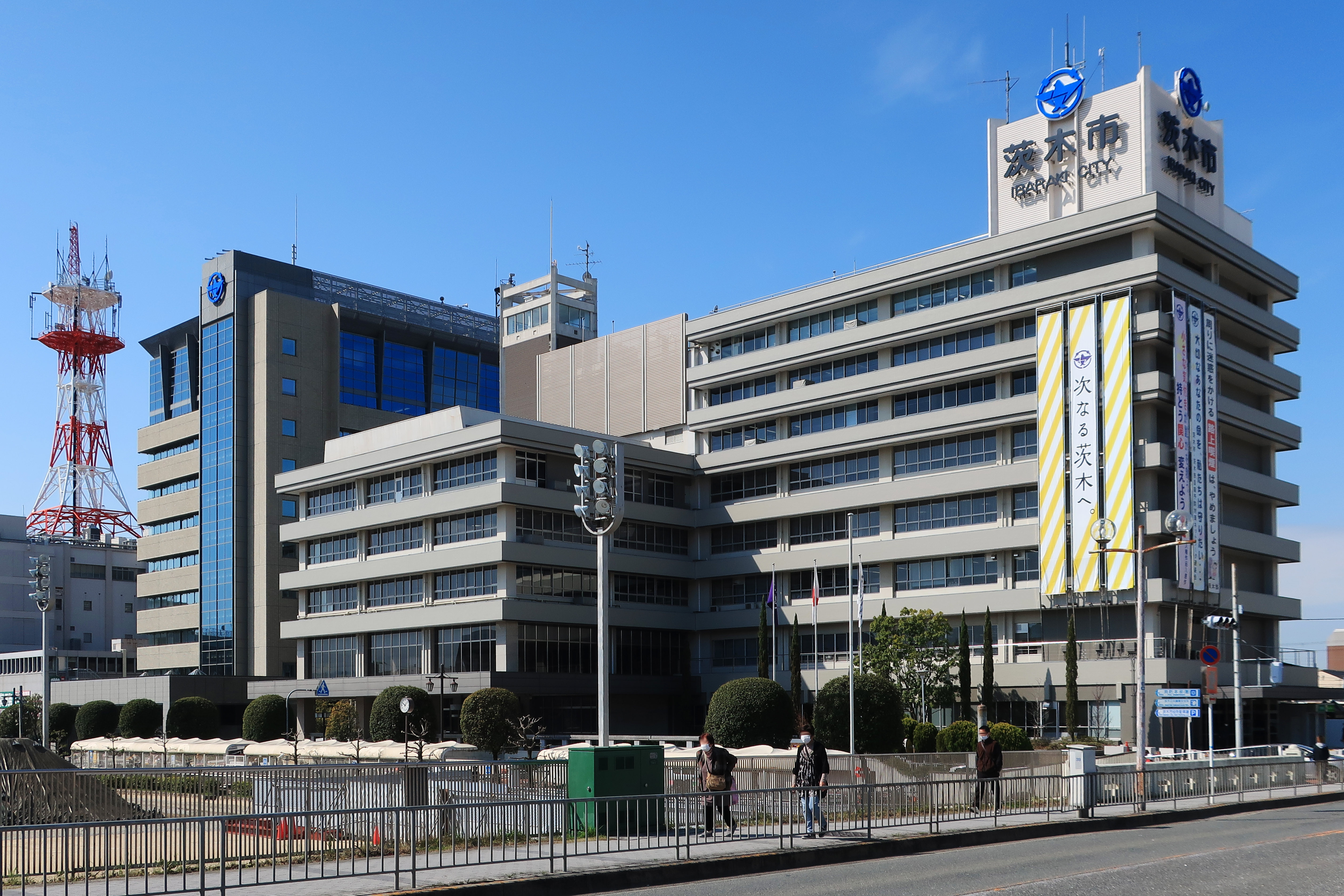
Rathaus von Ibaraki

- Präfektur Osaka
  - Takatsuki
  - Settsu
  - Minoo
  - Suita
  - Toyono
- Präfektur Kyōto
  - Kameoka